# جاي ميلر (لاعب هوكي الجليد)
جاي ميلر (بالإنجليزية: Jay Miller)‏ هو لاعب هوكي الجليد أمريكي، ولد في 16 يوليو 1960 في ويليسلي (ماساتشوستس) في الولايات المتحدة.

## وصلات خارجية
- جاي ميلر على موقع دوري الهوكي الوطني (الإنجليزية)
- جاي ميلر على موقع قاعة مشاهير الهوكي (لاعب أن.إتش.أل) (الإنجليزية)
- جاي ميلر على موقع EliteProspects.com (الإنجليزية)
- جاي ميلر على موقع HockeyDB.com (الإنجليزية)
- جاي ميلر على موقع Hockey-Reference.com (الإنجليزية)